# Charlie Paddock
Charles William Paddock (11. srpna 1900 Gainesville, Texas – 21. července 1943 Sitka, Aljaška) byl americký atlet, sprinter, dvojnásobný olympijský vítěz.

## Sportovní kariéra
Na olympiádě v Antverpách v roce 1920 zvítězil v běhu na 100 metrů a byl členem vítězné štafety USA na 4×100 metrů, zároveň získal stříbrnou medaili v běhu na 200 metrů. O čtyři roky později na olympiádě v Paříži obhájil druhé místo v běhu na 200 metrů, na poloviční trati skončil pátý. Při třetím olympijském startu v roce 1928 v Amsterdamu vypadl v semifinále běhu na 200 metrů.
Byl pověstný svými až pětimetrovými skoky do cílové pásky.

## Osobní rekordy
Byl dvanáctinásobným světovým rekordmanem. Na 100 metrů dosáhl času 10,4 (v roce 1921), dvakrát vylepšil světový rekord na 200 metrů - až na 20,8 (v roce 1924), na 4×100 metrů štafeta s jeho účastí dosáhla času 42,2 (v roce 1920), celkem osmkrát vylepšil světový rekord v yardových tratích. Jeho nejvýraznějším úspěchem byl rekord na 110 yardů (100,58 metru) v čase 10,2 s. z roku 1922. Uvedený čas na ještě kratší trati 100 metrů byl dosažen teprve v roce 1936 a překonán v roce 1956.
V roce 1923 mu byla po změření jednoho úseku sprintu vypočítána rychlost 36,98 km/h, což byl jakýsi pomyslný první rychlostí rekord lidského běhu.

## Závěr života
Během své atletické kariéry pracoval v redakcích různých novin, účinkoval rovněž v několika filmech. Za druhé světové války sloužil jako kapitán námořní pěchoty ve štábu generála Wiliama Upshura, spolu s ním zahynul při leteckém neštěstí na Aljašce.